# Једнодомни систем
У државама које имају једнодомни систем, такође уникамерални систем или уникамерализам (лат. uni — један + лат. camera — комора, дом), законодавну власт држи један дом, тј. нема горњег дома. Овај систем се примењује у малим државама. Једнодомни систем постоји у оним државама у којима нема потребе за више од једног дома.

## Концепт
Једнодомни системи постоје тамо где нема федералних јединица или нема привилегованих слојева друштва. Други домови су обично настајали да би се дала једнака права народу као и аристократама. Главна предност једнодомног система је у томе што чим закон прође, одмах ступа на снагу, док у дводомном систему један дом може прихватити закон а други га одбити. Многе комунистичке земље као Народна Република Кина и Република Куба имају једнодомну скупштину, зато што комунистичке владе тих земаља сматрају да други дом даје већа права аристократији. Главна слабост једнодомног система јесте чињеница да онај ко контролише скупштину, контролише и извршну власт.

## Земље са једнодомним системом
Отприлике половина земаља света има једнодомни систем, укључујући најмногољуднију, НР Кина и најмању Ватикан.